# Честер Андерсон
Честер Андерсон (англ. Chester Anderson; 11 серпня 1932 — 11 квітня 1991) — американський прозаїк, поет і редактор самвидав журналів. Найбільш відомий за його науково-фантастичним романом «Дитина-метелик» (англ. The Butterfly Kid).

## Біографія
Честер Андерсон виріс в Флориді, де в 1952—1956 роках вчився в Університеті Маямі. Після університету він почав читати свою поезію, яку він підписував іменем С. В. Дж. Андерсон, в кав'ярнях для бітників в Гринвіч-Вілледж і околицях Сан-Франциско. Також він редагував невеликі журнали (здебільшого самвидав), як журналіст він спеціалізувався на музиці (зокрема рок-н-ролі), був знайомий з Полом Вільямсом і редагував декілька випусків музичного журналу «Crawdaddy!».
Також він писав наукову-фантастику, можливо через вплив Майкла Кьорленда (англ. Michael Kurland). Перший н-ф роман «Десять років до Судного дня» (англ. Ten Years to Doomsday) був написаний в співавторстві, і розповідав про інопланетне вторгнення. Інший його роман «Дитина-метелик» (англ. The Butterfly Kid) номінувався на премію Г'юго, і був першою книгою трилогії («Greenwich Village Trilogy»). Другий роман «Дівчина-єдиноріг» (англ. The Unicorn Girl) був написаний Майклом Курландом, а третю книгу «Ймовірнісний хлопець» (англ. The Probability Pad) написав Т. А. Вотерс. В цьому гумористичному циклі розповідається про поп-групу, яка намагається боротись з інопланетною загрозою. Цей роман часто асоціюють з «Новою Хвилею» наукової фантастики.